# Seminole (Oklahoma)
Seminole è un comune degli Stati Uniti d'America, situato in Oklahoma, nella contea di Seminole.